# رووی ۳۶۰
رووی ۳۶۰ که در ایران با نام ام‌جی ۳۶۰ مونتاژ می‌شود، سدانی کامپکت از شرکت رووی زیرمجموعه شرکت سایک موتور چین است. این خودرو در سال ۲۰۱۵ به عنوان جانشین رووی ۳۵۰ معرفی شد. این خودرو از موتوری مشابه شورلت کروز استفاده می‌کند. شورلت کروز نیز توسط سایک موتور در چین عرضه می‌شود. در سال ۲۰۱۷ فیس لیفت این خودرو با نام رووی ۳۶۰ پلاس وارد بازار شد.

## نگارخانه

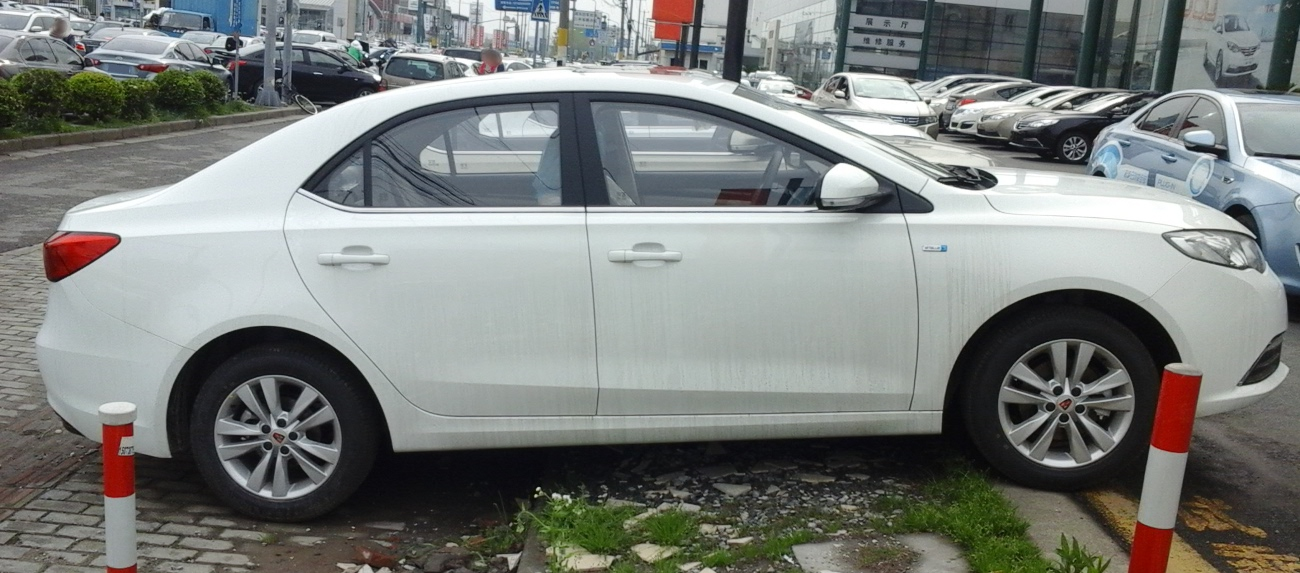
نمای بغل
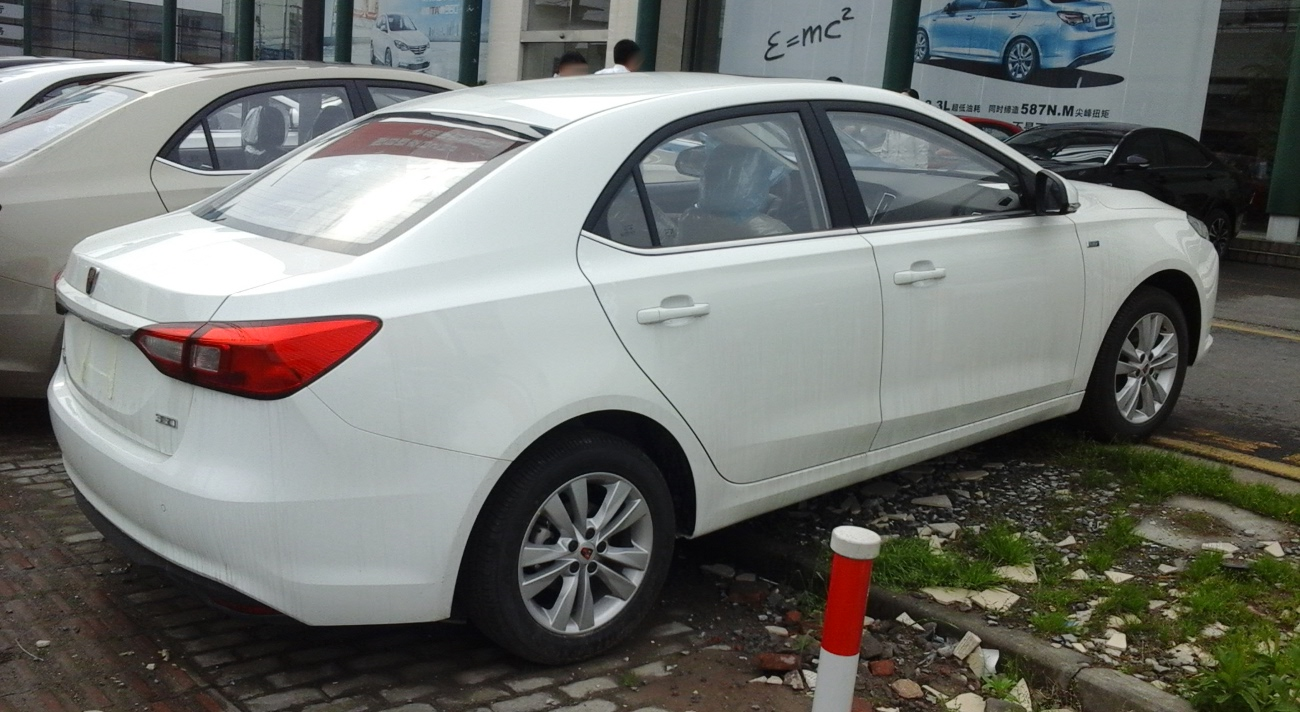
نمای عقب